# АДУ-1000
АДУ-1000 (антенны дальнего участка с эффективной поверхностью 1000 м2) — комплекс приёмных и передающих антенн, часть приёмного комплекса «Плутон» Центра дальней космической связи.
Построенные всего за один год, эти антенны обеспечивали все программы СССР по исследованию дальнего космоса до конца 1970-х годов, пока им на смену не была построена антенна РТ-70. На базе этих антенн был создан первый советский планетный локатор диапазона дециметровых волн, проведены первые в мире радиолокационные исследования Венеры, Марса и Меркурия и уточнены модели их движения.
Комплекс «Плутон» состоял из трёх раздельных приёмных и передающих антенн АДУ-1000. Передающая (К1 — 45°10′13″ с. ш. 33°15′11″ в. д.) находилась на 2-й площадке Центра дальней космической связи возле посёлка Заозёрное, ныне уничтожена. Две приёмные (К2 — 45°13′14″ с. ш. 33°10′17″ в. д. и К3 — 45°13′14″ с. ш. 33°09′55″ в. д.) находятся на 1-й площадке Центра дальней космической связи.
Разнесение антенн на 8,5 км было связано с необходимостью изолировать чувствительное приёмное оборудование на 1-й площадке от мощного излучения передающих антенн на 2-й площадке.

## Характеристики
Антенна АДУ-1000 работает в дециметровом диапазоне волн (λ = 30…40 см).
- запросная радиолиния 770 МГц,
- ответная радиолиния 921 МГц[2].

Эффективная площадь антенны 900 м², шумовая температура при зенитном положении антенны 25 К. Ширина диаграммы направленности антенны на приёмной частоте в горизонтальной плоскости составляет 16 угловых минут, в вертикальной — 36 угловых минут. На передающей частоте ширины диаграммы направленности соответственно равны 19 и 40 угловым минутам.
Поступающая от передатчика мощность в 1960 году была равна 10 кВт в режиме непрерывного излучения. Затем мощность была повышена до 40 кВт. В данный момент[когда?] мощность передатчика в режиме непрерывного излучения равна 100 кВт. В импульсном режиме мощность достигает 250 МВт в стерадиан.
Антенна имеет программное наведение с точностью 1 угловая минута.
В 1962 году «Плутон» был модернизирован. На нём была установлена аппаратура приёма научной информации в сантиметровом диапазоне. Были применены малошумящие квантовые усилители на парамагнитных кристаллах, охлаждаемые жидким гелием. После модернизации эффективная площадь антенны в ДМ-диапазоне волн составила 650 м², в СМ — 450 м². Размер луча — 2500 × 1250 угловых секунд.
Дальность связи — 300 млн км.
Скорость передачи научной информации составляла до 3 кбит/с при приёме телеметрии и до 6 кбит/с при приёме изображений.

## Конструкция
Антенна АДУ-1000 представляет собой решётку из восьми 16-метровых дюралевых параболических зеркал, расположенных в два ряда по четыре зеркала на общем поворотном устройстве.
Решётка размещена на двух прочных корпусах дизельных подводных лодок, сваренных между собой и закреплённых на ферме железнодорожного моста, которая установлена на опорно-поворотном устройстве 305-мм орудийных башен главного калибра утилизированных крейсеров типа «Сталинград». Поворотные устройства орудийных башен лично отбирали С. П. Королёв и М. В. Келдыш. Вся антенна покоится на бетонном основании, выполненном с высокой точностью. Использование готовых конструкций позволило построить антенны в ускоренные сроки. Все вращающиеся части каждой антенны весят 1500 тонн.
Фидерный тракт приёмной антенны выполнен на базе волноводов 292×146 мм. Сигналы суммируются сначала от каждой вертикальной пары зеркал, затем от двух соседних пар, объединённых в четвёрку, и, наконец, от двух четвёрок, образующих восьмёрку.
«Кадр», первая советская система цифрового программного управления наведением антенн АДУ-1000, была создана в 1960 году в ЦНИИ «Агат» под руководством Я. А. Хетагурова. Выполненные Хетагуровым научные исследования и теоретические проработки позволили создать систему программного управления и наведения с точностью, полностью удовлетворяющей требованиям дальней связи, обусловленными технико-технологическими заданиями на систему. Разработка системы «Кадр» была высоко оценена правительством: Я. А. Хетагуров был награждён орденом Ленина и медалью Президиума Академии наук СССР «В ознаменование первого в мире выхода человека в космическое пространство», участники разработки были награждены орденами и медалями.
Электроприводы антенн АДУ-1000 разработаны и отлажены НИИ автоматики и гидравлики (бывший ЦНИИ-173 оборонной техники). Радиосистемы комплекса «Плутон» создавалась СКБ-567. 16-метровые параболические антенны изготавливал Горьковский машиностроительный завод оборонной промышленности, металлоконструкцию для их объединения монтировало НИИ тяжёлого машиностроения, электронику системы наведения и управления антеннами разрабатывал МНИИ-1 судостроительной промышленности.
В 1961 году передающая антенна была модернизирована для обеспечения работы планетного радиолокатора. Системы планетного радара, были разработаны в Институте радиотехники и электроники АН СССР и созданы в виде макетов. Были впервые применены недавно изобретённые мазеры. Работами руководил А. В. Францессон.
В этом же году осуществлена первая в мире радиолокация Венеры. В 1962 году были модернизированы и приёмные антенны для обеспечения одновременного приёма в дециметровом и сантиметровом (λ=8 см) диапазонах волн. Для этого зеркальная система элемента решётки выполняется по двухзеркальной схеме Кассегрена и устанавливается двухчастотный облучатель. Фидерный тракт сантиметрового диапазона выполнен на базе круглых волноводов диаметром 70 и 120 мм.
|  |  |  |

## Научные задачи

### Космическая связь
Комплекс «Плутон» обеспечивал все советские программы исследования дальнего космоса до конца 1970-х годов.
В 1960—1970-х годах велись работы с космическими аппаратами «Венера».
В 1971 году велась работа с космическими аппаратами «Марс-2» и «Марс-3».
В 1973 году с космическими аппаратами Марс-4, −5, −6 и −7 были исследованы атмосфера и поверхность Марса, получены первые цветные снимки его поверхности.
1995—2000 год — работа с «Интербол-1».
16 ноября 1996 года — работы с КА «Марс-96».

### Радиолокация планет Солнечной системы
18 и 26 апреля 1961 года осуществлена первая в мире успешная радиолокация планеты Венеры. Локацией Венеры было установлено, что астрономическая единица равна (149 599 300 ± 2000) км.
В июне 1962 года, после повышения чувствительности приёмной аппаратуры, произведена первая в мире радиолокация Меркурия. Она подтвердила значение астрономической единицы, полученное при локации Венеры. При локации Меркурия был определён коэффициент отражения от поверхности планеты равный 3—7 %. Годом позже такая же локация была проведена и в США.
В октябре-ноябре 1962 года проведено повторное радиолокационное исследование Венеры. Повторная радиолокация позволила уточнить значение астрономической единицы: оно оказалось (149 598 100 ± 750) км. При локации Венеры был также определён коэффициент отражения от поверхности этой планеты. Он оказался равен 12—18 %. Это означало, что на поверхности Венеры есть твёрдые породы, близкие по свойствам к скальным породам Земли.
19 и 24 ноября 1962 года была осуществлена радиосвязь через планету Венера. Инициатором этой радиопередачи был О. Н. Ржига. Для модуляции использовался код Морзе, длительность точки составляла 10 сек, тире — 30 сек, в десятисекундных паузах излучалось номинальное значение несущей частоты (λ=39 см), при передаче «точек» и «тире» излучаемая частота увеличивалась на 62,5 Гц, общее время радиопередачи составило 8 минут. 19 ноября было передано телеграфным кодом слово «МИР», через 4 минуты 32,7 секунды отражённый от Венеры сигнал был принят на Земле. 24 ноября было послано радиотелеграфное сообщение из слов «ЛЕНИН», «СССР» и отражённый от поверхности Венеры сигнал был принят через 4 минуты 44,7 секунды. Эти сообщения являются первыми радиопередачами для внеземных цивилизаций в истории человечества. Сигнал, пройдя мимо Венеры, отправился к звезде HD131336 из созвездия Весы.
В феврале 1963 года проведена радиолокация Марса. В это время Марс находился от Земли в 100 млн км. Коэффициент отражения оказался меньше, чем у Венеры, но временами достигал 15 %. Это указывало, что на Марсе есть ровные горизонтальные участки размером более километра.
Дальнейшее усовершенствование планетного локатора позволило в сентябре — октябре 1963 года провести локацию планеты Юпитер. Юпитер в этот период находился в 600 млн км от Земли. Радиоволны, посланные к Юпитеру, возвращались на Землю через 1 час 6 минут, пройдя 1 млрд 200 млн км. Коэффициент отражения поверхности Юпитера более 10 %. Эксперимент показал, что радиосвязь с помощью АДУ-1000 возможна и на расстоянии в несколько сот миллионов километров.

### Исследования дальнего космоса
С 1962 года на антеннах АДУ-1000 начались наблюдения на волнах 32 и 7 см отделом радиоастрономии ГАИШ. В конце 1950-х центральной проблемой астрономии был вопрос об источниках релятивистских частиц. Наиболее вероятным источником была Крабовидная туманность. Наблюдения 16 апреля 1964 года на АДУ-1000 покрытия Луной туманности обнаружили дифракционную картинку, соответствующую компактному радиоисточнику. Было зафиксировано изменение яркости компактной области в юго-восточной части Крабовидной туманности, излучение которой существенно снизилось на следующий день. В дальнейшем было показано, что эта особенность определяется облаком релятивистских электронов, проходящих в тангенциальном направлении магнитной силовой трубки. Также исследовались радиоисточники в скоплениях галактик, радиоизлучение нормальных галактик и планетарных туманностей, двойные радиоисточники. Из полученных в то время результатов в историческом плане особый интерес представляет обнаружение Г. Б. Шоломицким переменности потока радиоизлучения СТА-102.

### Изучение Солнца
Используемый комплексом «Плутон» частотный диапазон наиболее представителен в радиоизлучении Солнца, оптимален для построения трёхмерных радиоизображений Солнца и исследований околосолнечной плазмы, радиогалактик и квазаров. На диске Солнца пространственное разрешение радиотелескопа около 1000 км.
В 2004 году с помощью АДУ-1000 изучалось влияние корональных дыр на геопроявления.

### Другие проекты
В 2008 году было предложено создание импульсного радиолокатора на основе существующих радиотехнических систем (АДУ-1000 — приёмная антенна и П-400 — излучающая антенна) для слежения за астероидами, каталогизации космического мусора, исследования солнечной короны, околосолнечной и межпланетной плазмы. Такой радиолокатор при длине волны около 30 см на высотах около 100 км обнаруживает объекты с минимальными размерами около 0,7 см. Однако анализ показал, что для астрометрии околоземных астероидов и прогноза астероидной опасности предлагаемый комплекс непригоден. Во-первых, его энергетический потенциал (ЭП) более чем в 50 раз ниже ЭП разнесённой системы 6-см диапазона РТ-70 — РТ-100 (70-м антенна и передатчик в Евпатории — 100-м антенна и приёмник в Эффельсберге, Германия), который использовался при радиолокации астероида (4179) Таутатис в 1992 году. При этом, даже система РТ-70 — РТ-100 смогла получить эхосигналы от Таутатиса лишь потому, что астероид проходил от Земли на расстоянии всего 0,024 астрономической единицы, что случается крайне редко. Во-вторых, разнесённые системы вообще малопригодны для прецизионной астрометрии из-за больших систематических ошибок при измерениях запаздывания эхо-сигналов.

## История строительства
История советских Центров дальней космической связи началась в 1960 году с создания комплекса «Плутон» в Крыму, возле города Евпатория.
Для обеспечения устойчивой связи с космическими аппаратами внутри Солнечной системы необходимо было построить параболическую антенну диаметром около 100 метров. Сооружение такого типа антенн занимает 5—7 лет. Первые же пуски советских космических аппаратов к Марсу планировались на октябрь 1960 года. Главный конструктор СКБ-567 Евгений Губенко принял оригинальное предложение инженера Ефрема Коренберга построить вместо одной большой параболической антенны систему из восьми стандартных 16-метровых параболоидов. Металлоконструкции механизмов и приводов были использованы готовые от опорно-поворотных устройств орудийных башен линкоров.
Евпаторийский центр дальней космической связи (НИП-16), строили военные из Евпаторийского управления начальника работ (УНР) под командованием полковника В. Я. Левина. Сооружение первой очереди «объекта МВ» («МВ» расшифровывается как «Марс-Венера») началось в марте 1960 года.
Крымский полуостров был очень удобен для строительства научно-измерительных пунктов (НИПов):
- Крым находился в западной части СССР. Здесь первыми встречали спутники на первом витке после старта с Байконура (при обычном наклонении орбиты советских космических аппаратов, равном 65°)
- В западной равнинной части Крыма, где строился «объект МВ», очень чистый горизонт, позволяющий устанавливать устойчивую связь с космическими аппаратами уже при угле места 7°.
- Здесь наибольшее количество солнечных дней в году и наименьшее количество осадков, даже в сравнении с рядом расположенной Евпаторией.
- Близость к экватору позволяла увеличить зону охвата и обеспечить устойчивую связь с космическими аппаратами.
- Мягкий климат, без сильного перепада температур.
- Развитая инфраструктура: аэродромы, железные и автомобильные дороги, линии электропередач, что позволяло уменьшить капиталовложения и ускорить строительство, и при этом, несмотря на непосредственную близость к черноморским пляжам, в этом районе побережье было малолюдным даже в пик сезона.

Работы шли быстрыми темпами и уже через 7 месяцев, в сентябре 1960 года на 2-й площадке возвышалась приёмная АДУ-1000. Но старты не состоялись из-за аварий ракет-носителей.
В декабре 1960 года антенны были откалиброваны по космическим радиоисточникам. Практическая работа комплекса началась со станцией «Венера-1», запущенной в феврале 1961 года. Затем был запуск в ноябре 1962 года станции «Марс-1». В 1970-х годах успешно велись работы с космическими аппаратами «Венера» и «Марс». Позже «объект МВ» начинает работать и с пилотируемыми космическими аппаратами и является основным центром управления полётами, до постройки центра управления полётами в городе Королёв, после чего выполнял функции запасного центра управления полётами. До постройки в 1964 году в Голдстоуне (США) 64-метровой антенны, комплекс «Плутон» был самой мощной системой дальней космической связи.

## Современное состояние
В ноябре 2013 года антенна на 2-й площадке была утилизирована для покрытия финансовой задолженности Национального центра управления и испытаний космических средств Украины.
В декабре 2018 года главный научный сотрудник Института прикладной математики АН РФ Андрей Тучин отметил, что компания «Российские космические системы» может использовать антенны АДУ-1000 в связке с более современным оборудованием, тем самым уменьшив стоимость строительства новых станций связи.